# Marine Corps Recruit Depot Parris Island
Il Marine Corps Recruit Depot Parris Island (MCRDPI), con sede sull'isola di Parris (Parris Island), nell'attuale Carolina del Sud, è un reggimento di addestramento del Corpo dei Marines degli Stati Uniti. È composto da quattro battaglioni di addestramento delle reclute. È responsabile della formazione di tutte le reclute maschili che si arruolano nel Corpo dei Marines a est del Mississippi, nonché di tutte le reclute femminili a livello nazionale.

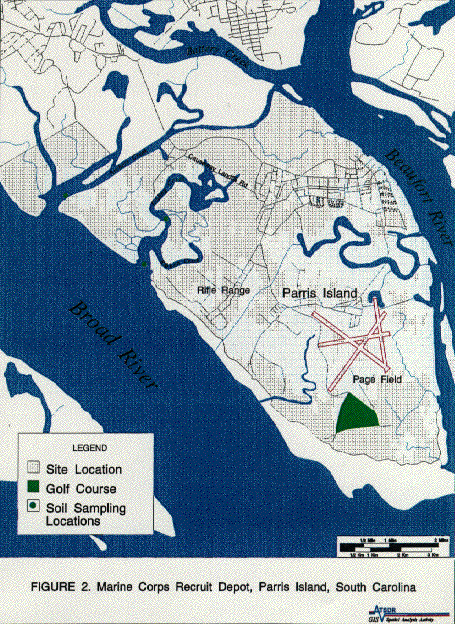
Parris Island

L'addestramento ha una durata di circa tre mesi (12 settimane), svolto nella maggior parte al "Marine Corps Recruit Depot" di Parris Island, e si divide in tre fasi.

## Fase 1 (5 settimane)
Le reclute affrontano addestramenti fisici intensivi, percorsi di guerra e frequentano alcuni corsi teorici su vari argomenti di natura militare sul Corpo dei Marines.

## Fase 2 (3 settimane)
Le reclute si addestrano al tiro a segno con il fucile d'assalto M16 o con il fucile da battaglia M14 e affrontano poi alcune esercitazioni anfibie con tutto lʼequipaggiamento che tengono addosso. Infine cʼè lʼaddestramento tattico, dove le reclute imparano le tecniche per controllare lʼuso della forza.

## Fase 3 (4 settimane)
Comprende alcuni perfezionamenti ed esami finali. Al termine del corso i candidati vengono premiati con il distintivo del Corpo: lʼaquila, il globo e lʼancora. Dopodiché i nuovi Marines partecipano alla parata e, dopo una breve licenza, affrontano alcune esercitazioni presso la School of Infantry Camp Lejenue, con lezioni sullʼuso di armi pesanti, sulle tattiche dʼassalto e al sabotaggio. Qualsiasi Marine deve completare lʼaddestramento al termine del quale ognuno sceglie la propria "Military Occupational Specially" che determina la sfera di competenza entro la quale il Marine
sarà ulteriormente addestrato e poi impiegato nel combattimento.

## Nella cultura di massa
Parris Island è il luogo in cui si svolgono le vicende della pellicola Full Metal Jacket, tratta dal romanzo Nato per Uccidere di Gustav Hashford